# Heinrich Theodor Rötscher
Heinrich Theodor Rötscher (1803 – 9 aprilie, 1871) a fost un profesor german, teoretician și critic de teatru de origine germană. 
Rötscher s-a născut în Mittenwalde și a studiat filologia și filozofia la Universitatea din Berlin. Din 1828 a fost profesor de gimnaziu în Bromber (actualul Bydgoszcz, Polonia). În 1842 s-a mutat înapoi în Berlin și s-a dedicat scrierii și teoretizării teatrului.

## Lucrări selectate
- Aristophanes und sein Zeitalter (1827)
- Abhandlungen zur Philosophie der Kunst (1837–1847)
- Die Kunst der dramatischen Darstellung (1841–1846)
- Das Schauspielwesen (1843)
- Über Byrons Manfred (1844)
- Seydelmanns Leben und Wirken (1845)
- Die Kunst der dramatischen Darstellung (1864)
- Dramaturgische und ästhetische Abhandlungen (1864, 1867)
- Dramaturgische Blätter (1865)
- Entwickelung dramatischer Charaktere aus Lessings, Schillers und Goethes Werken (1869)